# Morsemerkwort
Ein Morsemerkwort diente dazu, sich den Code eines Buchstabens im Morsealphabet zu merken. Je nach Sprache wurden dazu verschiedene Wörter benutzt. Die Morsemerkwörter hatten in der Ausbildung zwar eine historische Tradition, sind jedoch ungeeignet, um mit ihnen das Morsen zu erlernen, da bei üblicher Tastgeschwindigkeit die Umsetzung der Merkhilfen nicht mehr möglich ist. Die Merkhilfen wurden durch das sogenannte Gehörlesen ersetzt.

## Geschichte
In dem Buch Cheaper by the Dozen beschrieben 1948 zwei Kinder des US-amerikanischen Tayloristen Frank Gilbreth, Ernestine Gilbreth Carey und Frank Bunker Gilbreth Jr., wie sie Morsecode von ihrem Vater mit Eselsbrücken erlernt hatten.
Die Merkhilfen beginnen jeweils mit dem zu kodierenden Buchstaben. Jede Silbe im zugehörigen Merkwort steht für ein Signal. Dabei bedeuten Silben, in denen der Vokal O enthalten ist, einen Strich (langes Signal) und alle anderen Silben einen Punkt (kurzes Signal). Darüber hinaus nahm man auch zusätzlich den Silbenrhythmus (Rhythmuswörter bzw. Klangbildwörter) zur Hilfe. Es traten Mischformen in den Reihen der O-Silbenwörter und der Rhythmuswörter auf. Weitere Merkhilfe-Varianten waren an der 1947 von der ICAO entwickelten Buchstabiertafel ausgerichtet.
Berühmt wurde die Morse-Silbenhilfe für den Buchstaben L durch die am 23. Dezember 1932 im Theater an der Wien uraufgeführte musikalische Liebeserklärung Ich liebe Dich (Rhythmus entspricht dem Morsezeichen · − · · für L) der Operette Sissi von Fritz Kreisler, die auch im später erschienen Sissi-Film zu hören ist, sowie durch das 1939 uraufgeführte deutsche Funkerlied.

## Beispiel einer Merkhilfen-Liste
In jeder Sprache gab es eine andere Wortliste, die deutsche war anders als die schweizerische, und viele Ausbilder hatten ihre eigene.
| Buchstabe | Code    | Merkwort            | Silben               |
| --------- | ------- | ------------------- | -------------------- |
| A         | · −     | Adolf               | a-DOLF               |
| B         | − · · · | Borvaselin          | BOR-va-se-lin        |
| C         | − · − · | Coburg-Gotha        | CO-burg-GO-tha       |
| D         | − · ·   | Doria               | DO-ri-a              |
| E         | ·       | Ernst               | ernst                |
| F         | · · − · | Friedrichroda       | fried-rich-RO-da     |
| G         | − − ·   | Gomorrha            | GO-MOR-rha           |
| H         | · · · · | Herrenzimmer        | her-ren-zim-mer      |
| I         | · ·     | Ida                 | i-da                 |
| J         | · − − − | Jawohl Odol         | ja-WOHL-O-DOL        |
| K         | − · −   | Kommando            | KOM-man-DO           |
| L         | · − · · | Leonidas            | le-O-ni-das          |
| M         | − −     | Motor               | MO-TOR               |
| N         | − ·     | Nora                | NO-ra                |
| O         | − − −   | Ökonom              | Ö-KO-NOM             |
| Ö         | − − − · | Ökonomie            | Ö-KO-NOM-ie          |
| P         | · − − · | Peloponnes          | pe-LO-PON-nes        |
| Q         | − − · − | Quolsdorf bei Forst | QUOLS-DORF-bei-FORST |
| R         | · − ·   | Revolver            | re-VOL-ver           |
| S         | · · ·   | Sabine              | sa-bi-ne             |
| T         | −       | Tod                 | TOD                  |
| U         | · · −   | Uniform             | u-ni-FORM            |
| Ü         | · · − − | Überkonto           | ü-ber-KON-TO         |
| V         | · · · − | Verbrennungstod     | ver-bren-nungs-TOD   |
| W         | · − −   | Weltnordpol         | welt-NORD-POL        |
| X         | − · · − | Xolabaphon          | XO-la-ba-PHON        |
| Y         | − · − − | York Yellowstone    | YORK-yel-LOW-STONE   |
| Z         | − − · · | Zoroaster           | ZO-RO-as-ter         |

Der Große Brockhaus. 15. Auflage, Band 12 (MAI–MUD). Leipzig 1932, S. 762.

## Bessere Methoden
Um die üblichen Telegrafiegeschwindigkeiten zu erreichen, müssen andere Wege beschritten werden. Eine der effektivsten Trainingstechniken publizierte 1936 der deutsche Psychologe Ludwig Koch. Sie ermöglicht das Gehörlesen der Morsezeichen aufgrund des Klangs der Zeichen, ohne Abzählen der Punkte und Striche.
Bekannte Telegrafie-Lernmethoden sind:
- Koch-Methode, bei der die Zeichen bei relativ hoher Geschwindigkeit (zum Beispiel 80 BpM) in einer bestimmten Reihenfolge gelernt werden;
- Farnsworth-Methode, benannt nach dem US-amerikanischen Funkamateur Donald R. Farnsworth, bei der die Geschwindigkeit von Anfang an hoch ist, aber die Abstände zwischen den einzelnen Morsezeichen vergrößert werden. Beim Lernen werden die Abstände nach und nach bis zur Normlänge reduziert.[4]